# Maximilian von Spee
Maximilian Johannes Maria Hubert Graf von Spee (Copenaghen, 22 giugno 1861 – al largo delle isole Falkland, 8 dicembre 1914) è stato un ammiraglio tedesco che prestò servizio nella Kaiserliche Marine, la Marina imperiale tedesca.

Carta della rotta tenuta dalla Squadra dell'Estremo Oriente di von Spee

Schema della battaglia di Coronel

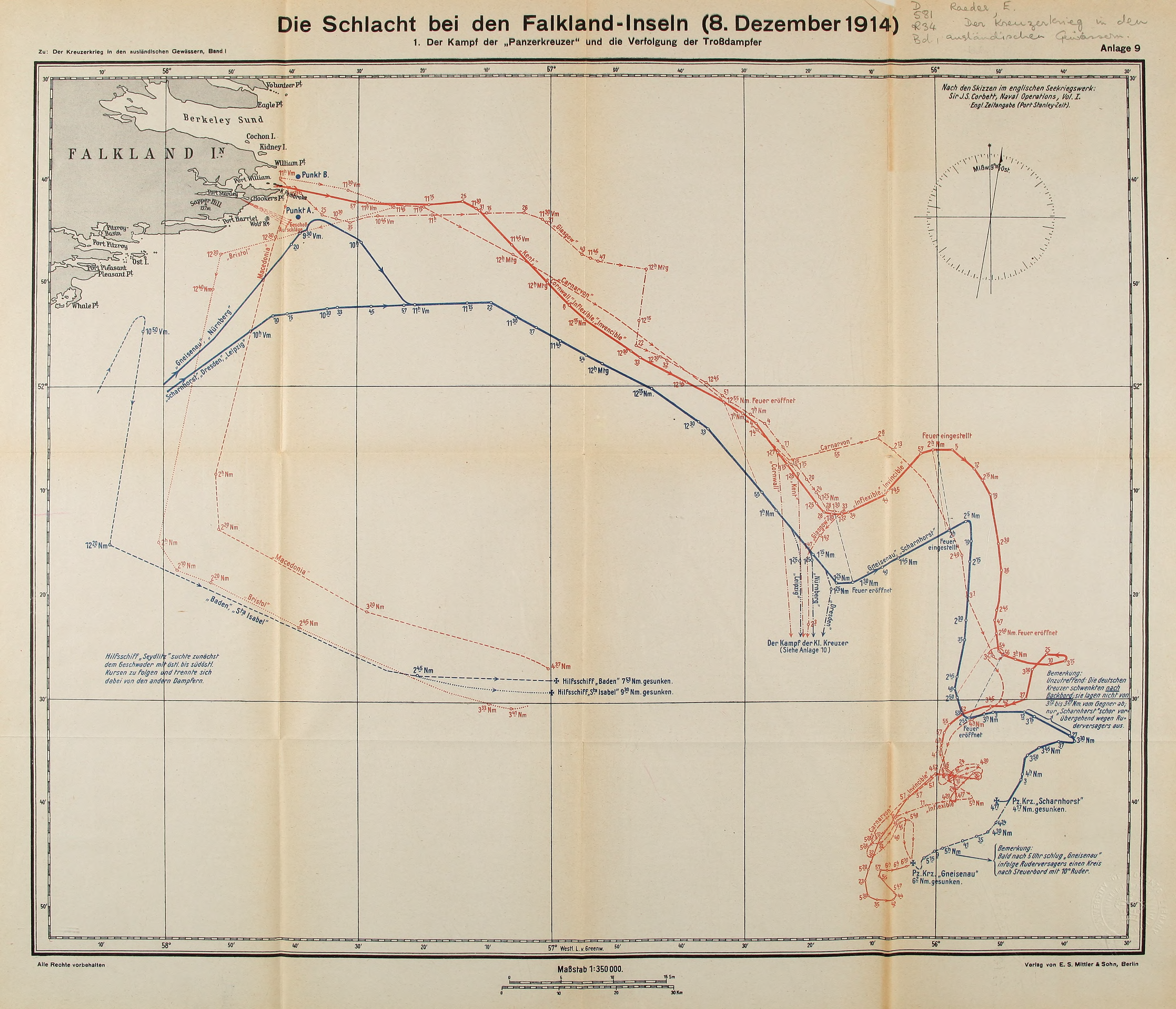
Schema della battaglia delle isole Falkland

Si arruolò nella marina imperiale nel 1878. Nel 1887 - 1888 comandò i porti del Camerun, allora colonia tedesca. Nominato capitano di vascello nel 1905, ricoprì varie posizioni superiori nel campo dello sviluppo degli armamenti; fu quindi nominato capo di stato maggiore del comando del Mare del Nord nel 1908; promosso contrammiraglio il 27 gennaio 1910, gli fu affidato il comando della Squadra navale dell'Estremo Oriente nel 1912, con base a Tsingtao, in Cina.
Allo scoppio della prima guerra mondiale il suo comando si concentrò sulla distruzione del traffico commerciale alleato e dei trasporti truppe provenienti dalle colonie, con notevole successo. Tuttavia von Spee era ben conscio delle risorse alleate, specie della Marina imperiale giapponese e della Marina reale australiana: descrisse infatti la nave ammiraglia di quest'ultima, l'incrociatore da battaglia HMAS Australia, come superiore da sola a tutta la propria squadra. Di conseguenza von Spee diresse le proprie navi verso il Sudamerica.
Alla battaglia di Coronel, al largo delle coste del Cile, il 1º novembre 1914, la forza comandata da von Spee attaccò ed affondò due incrociatori corazzati britannici comandati da Sir Christopher Cradock, la HMS Good Hope e la HMS Monmouth, surclassate sia per armamenti che per capacità di manovra.
L'8 dicembre 1914 la squadra di von Spee tentò un attacco contro la stazione di rifornimento carbone di Port Stanley nelle isole Falkland, senza sospettare che il mese precedente i britannici avevano inviato due moderni e veloci incrociatori da battaglia, l'HMS Inflexible e l'HMS Invincible a proteggere le isole e a vendicare la sconfitta di Coronel. Nella base navale di Port Stanley si trovavano anche cinque incrociatori, la HMS Carnarvon, la HMS Cornwall, la HMS Kent, la HMS Bristol e la HMS Glasgow. Nella battaglia che ne seguì, la nave ammiraglia di von Spee, la SMS Scharnhorst, insieme con la SMS Gneisenau, la SMS Nürnberg e la SMS Leipzig vennero affondate, con la perdita di circa 2.200 marinai tedeschi compreso lo stesso von Spee e i suoi due figli, Heinrich a bordo dello Gneisenau e Otto a bordo del Nürnberg. Solo la SMS Dresden riuscì a fuggire, per essere successivamente rintracciata e distrutta senza che i britannici subissero perdita alcuna.
Nel 1917 venne battezzato il Graf Spee, un incrociatore della classe Mackensen, la cui costruzione non venne completata prima dell'armistizio del novembre 1918 e fu quindi interrotta definitivamente.
Nel 1934 la Germania battezzò l'Admiral Graf Spee, un incrociatore pesante. Tale nave nel 1939 venne autoaffondata dopo la battaglia del Río de la Plata, al largo delle coste dell'Uruguay, a poche centinaia di miglia dal punto in cui l'ammiraglio von Spee e la sua squadra avevano trovato la morte un quarto di secolo prima.
Fra il 1959 e il 1967 la Marina tedesca schierò una nave scuola con lo stesso nome.